# اونامی هیمه
اونامی هیمه (به ژاپنی: 阿南姫 Onamihime)؛ ۴ ژوئیه ۱۵۴۱ – ۳۰ اوت، ۱۶۰۲) یک زن سیاستمدار حاکم قلعه، اونا بوگیشا در دوره سنگوکو در ولایت موتسو بود. او نخستین دختر داته هارومونه و خواهر داته ترومونه و عمه داته ماسامونه بود.